# 南阁乡
南阁乡，是中华人民共和国四川省凉山彝族自治州會理縣下辖的一个鄉。2014年，南閣鄉與果元鄉左樟村、愛國村、積水村、熱水村、東壩村、五官村、星星村、羊木村、石莊村、金梅村、九榜村、果元村合併為城南街道。

## 行政区划
截至2014年，南阁乡撤销前下辖以下地区：
大卷村、黃虎村、望城村、南山村、海溪村、涼橋村和南閣村。